# Славково (Кашинский район)
Славково — село в Кашинском городском округе Тверской области России. 

## География
Село находится на берегу речки Черновка в 44 км на запад от города Кашина.

## История
В 1794 году в селе была построена каменная Спасская церковь с 3 престолами, метрические книги с 1780 года. 
В конце XIX — начале XX века село являлось центром Славковской волости Кашинского уезда Тверской губернии. В 1889 году в селе было 52 двора, земская школа, 2 мелочных лавки, трактир, усадьба помещиков Летюхиных; промыслы отхожие: плотники, стекольщики, бондари в Новгородской и Псковской губерниях. 
С 1929 года село являлось центром Славковского сельсовета Кашинского района Бежецкого округа Московской области, с 1935 года — в составе Калининской области, с 1994 года — центр Славковского сельского округа, с 2005 года — центр Славковского сельского поселения, с 2018 года — в составе Кашинского городского округа.
В годы советской власти в селе работал льнозавод (открыт в 1933 году), располагалась центральная усадьба колхоза "Славково".
До 2020 года в селе работала Славковская основная общеобразовательная школа.

## Население
| 1859 | 1889 | 1997 | 2002 | 2010 |
| ---- | ---- | ---- | ---- | ---- |
| 306  | ↘286 | ↘108 | ↘107 | ↘94  |

## Инфраструктура
В селе имеются дом культуры, фельдшерско-акушерский пункт, отделение почтовой связи.

## Достопримечательности
В деревне расположена действующая Церковь Спаса Всемилостивого (1797).